# Virbac Paprec 3
Virbac Paprec 3 ist eine Hochsee-Rennyacht der IMOCA-60-Klasse, die das Yachtkonstruktionsbüro VPLP Design in Zusammenarbeit mit Guillaume Verdier im Jahr 2009 entwarf. Sie wurde von der Werft Cookson Boats in Auckland in Neuseeland gebaut, wo sie am 18. Mai 2010 vom Stapel lief.

## Geschichte

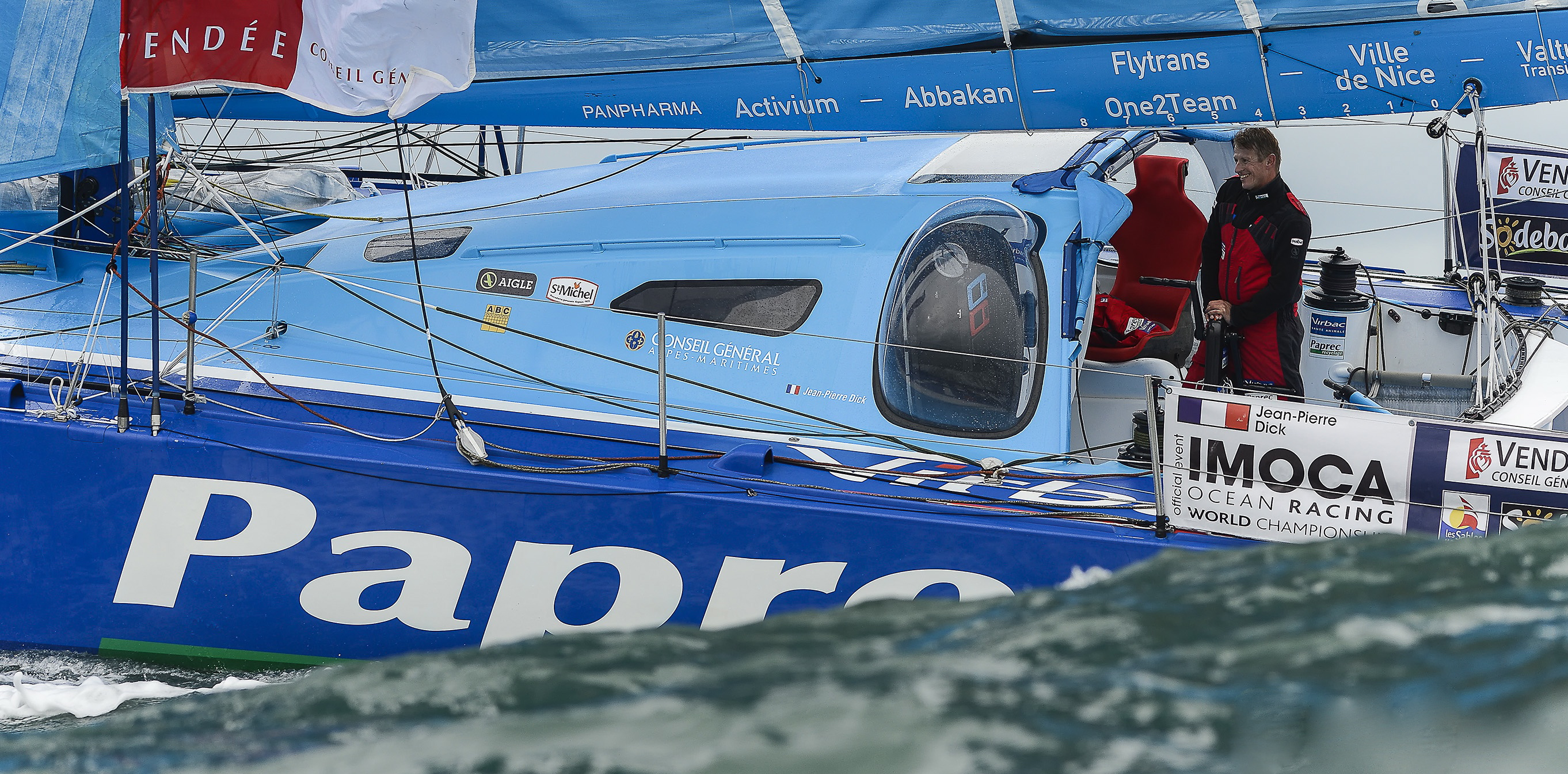
Virbac Paprec 3 mit Skipper Jean-Pierre Dick beim Start zur Vendée Globe 2012/13

### Virbac Paprec 3
Die Yacht wurde nach den Unternehmen benannt, die ihren Bau gesponsert hatten, Virbac und Groupe Paprec und war die dritte in der Virbac-Paprec-Reihe. Sie wurde vom französischen Skipper Jean-Pierre Dick gesegelt, der sie auch auf eigenem Kiel von der Bauwerft in Neuseeland nach Frankreich überführte. Das Boot war als 10 bis 15 % leichtere Weiterentwicklung der Yacht Paprec Virbac 2 konzipiert. Das ursprüngliche Doppeldeckshaus, charakteristisch durch seine beiden Plexiglas-Sichtkuppeln, wurde mehrfach modifiziert, zunächst auf Wunsch von Loïck Peyron mit dem Hinzufügen einer Tür zwischen den beiden Deckshäusern und später der Installation eines einzelnen Deckshauses, da die Besatzung bei Manövern immer noch zu exponiert war, denn das Wasser floss durch den Mitteltunnel zwischen den beiden Deckshäusern ins Cockpit.
Bei ihrem ersten transatlantischen Rennen startete Virbac Paprec 3 mit Skipper Jean-Pierre Dick 2010 bei der Route du Rhum, bei der sie den achten Gesamtrang und den vierten Platz in ihrer Klasse IMOCA 60 belegten. Im Dezember 2010 gewann Virbac Paprec 3 mit Dick und Loïck Peyron das Barcelona World Race 2010/11. Jean-Pierre Dick und Jérémie Beyou nahmen mit der Yacht im November 2011 an der Transat Jacques Vabre teil, die sie in 15 Tagen und 18 Stunden gewannen. Während des Barcelona World Race 2010/11 übertrafen Dick und Peyron mit Virbac Paprec 3 vom 22. auf den 23. Januar den 2007 von  Alex Thomson und Andrew Cape mit Hugo Boss aufgestellten Rekord für die in 24 Stunden gesegelten Seemeilen (Etmal) auf einem 60-Fuß-Einrümpfer mit einer zurückgelegten Distanz von 506,33 Seemeilen (Durchschnittsgeschwindigkeit von 21,1 Knoten).
Jean-Pierre Dick bestritt mit Virbac Paprec 3 die Vendée Globe 2012/13 teil und segelte bis zum 72. Renntag immer in der Spitzengruppe der 20 Teilnehmer, als die Yacht ca. 2000 Seemeilen (3700 km) vor dem Ziel und 500 Seemeilen (930 km) nordwestlich der  Kapverdischen Inseln nachts ihren gesamten Kiel verlor. Dick gelang es, das Boot zu stabilisieren, indem er beide Ballasttanks füllte, die Segel unter Deck packte und ein kleineres Segel setzte. Er vermied das Kentern und beschloss trotz des Kielverlustes, das Rennen fortzusetzen. Er segelte in Richtung der Azoren, verlor aber seinen dritten Platz an  Alex Thomson. Dick segelte Richtung Portugal und Spanien und erreichte die Bucht von San Cibrao das Viñas in Galizien, wo er 72 Stunden lang unter Schutz ankerte, während ein großes Tiefdruckgebiet über die Biskaya hinwegzog, bevor er sie bei besserem Wetter durchquerte. Jean-Pierre Dick überquerte die Ziellinie als Vierter nach 86 Tagen und drei Stunden und beendete damit seine Weltumrundung regelkonform, nachdem er insgesamt 27.734 Meilen zurückgelegt hatte, davon die letzten 2650 ohne Kiel.

### Hugo Boss 5
Im November 2013 wurde das Boot an den britischen Segler Alex Thomson verkauft, weil er am Barcelona World Race 2014/15 teilnehmen wollte. Die Yacht wurde in Gosport, Großbritannien, umgerüstet, mit einem neuen Kiel versehen und in Hugo Boss umbenannt. Am 9. Mai 2014 während der Überführung nach New York und vor dem Start des neuen IMOCA-Rennens New York – Barcelona brach der Mast der Hugo Boss und beschädigte das Boot schwer. Weil Alex Thomson wegen der Geburt seines zweiten Kindes auf seinen Start verzichtete, wurde die Yacht mit einer neuen Mannschaft besetzt und von dem Spanier Pepe Ribes und dem US-Amerikaner Ryan Breymaier gesegelt. Beide gewannen die Regatta in 14 Tagen 2 Std. 44 Min. und 30 Sek.
Nachdem Alex Thomson und Pepe Ribes mit der Hugo Boss 5 das Barcelona World Race 2014/15 von Anfang an angeführt und den Geschwindigkeitsrekord zwischen Barcelona und dem Äquator gebrochen hatten, scheiterten sie 370 Meilen (rund 700 km) vor der brasilianischen Küste erneut wegen eines Mastbruchs und gaben auf.

### Bastide-Otio

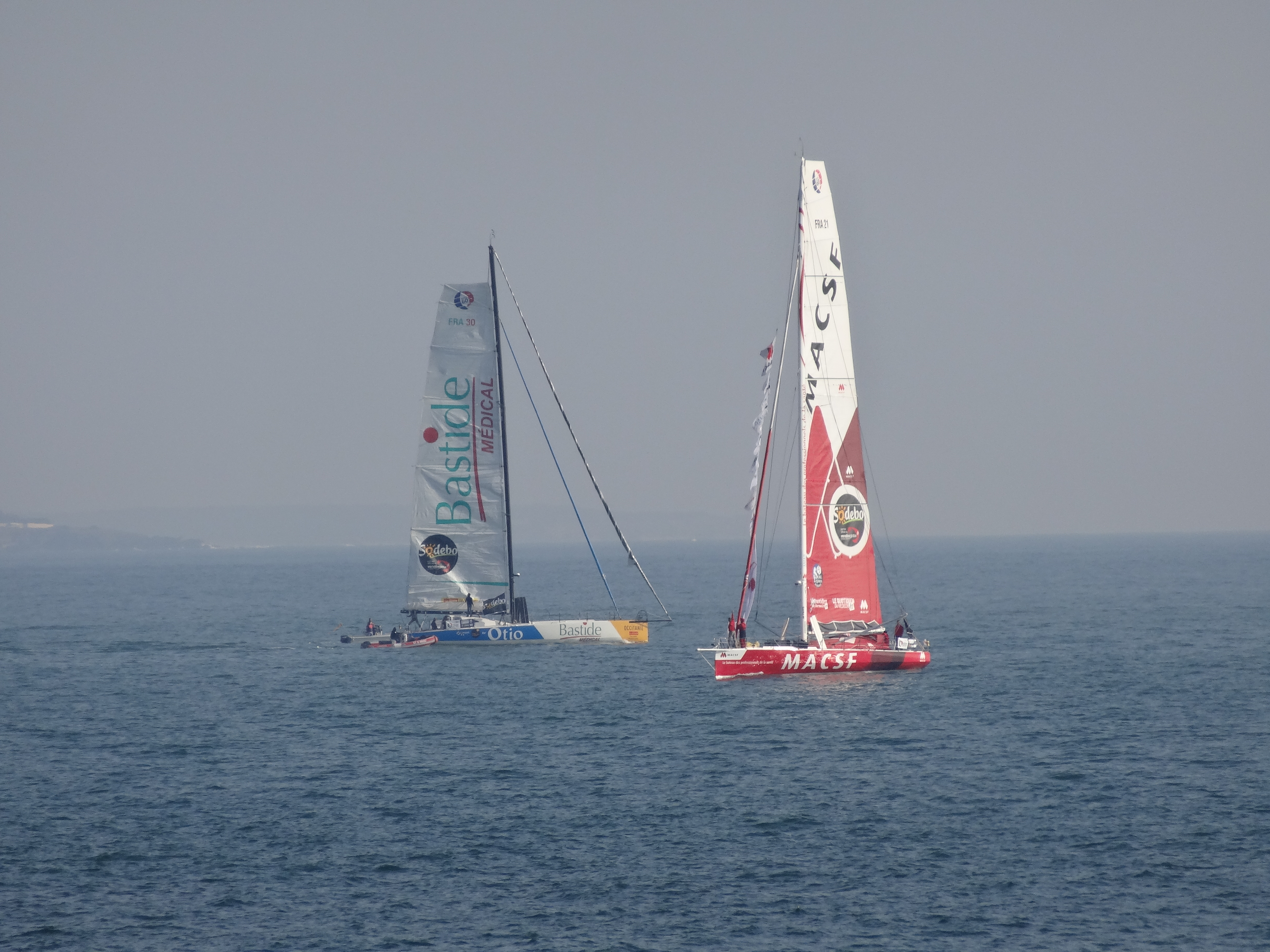
IMOCA Bastide-Otio (links), MACSF (rechts)

Am selben Tag, an dem der Mast während des Barcelona World Race 2014/15 brach, wurde die Hugo Boss von dem französischen Segler Kito de Pavant gekauft, der sie in Bastide-Otio umbenannte, um mit ihr an der Vendée Globe 2016/17 teilzunehmen.
Am 6. Dezember 2016 kollidierte Bastide-Otio bei den Crozetinseln bei voller Fahrt mit einem unbekannten Treibobjekt (englisch unidentified floating object, UFO), das sich als Pottwal herausstellte. Die Kollision brach den Kiel und beschädigte den Schiffsrumpf, so dass ein großes Leck entstand. Diese Situation zwang den Skipper Kito de Pavant, die Yacht zu verlassen. Er konnte am nächsten Tag vom ozeanografischen Schiff Marion Dufresne gerettet werden. Am 13. Dezember 2016 hörten die Seenotsender auf zu senden, was auf das Sinken des Bootes hindeutete. Im November 2018 wurden die Überreste der abgeschriebenen Yacht an der Ostküste von Madagaskar gefunden. Das Wrack wurde von Kito de Pavant erst im Juli 2019 aufgrund der spezifischen Form des vorderen Kiellagers identifiziert. Das Boot wurde vollständig geplündert, nachdem es während der Drift durch die Strömungen schwer beschädigt worden war, die es von seinem Untergangspunkt in der Nähe der Crozetinseln an die Westküste Australiens und von dort nach Madagaskar trieben.

## Regattaergebnisse
| Jahr | Regatta                      | Position             | Bootsname       | Segelzeichen | Skipper                       | Bemerkung                                                                          | Quelle        |
| ---- | ---------------------------- | -------------------- | --------------- | ------------ | ----------------------------- | ---------------------------------------------------------------------------------- | ------------- |
| 2016 | Vendée Globe 2016/17         | Did not finish (DNF) | Bastide-Otio    | FRA-60       | Kito de Pavant                | gesunken nach Kollision mit einem Pottwal am 6. Dezember 2016 bei den Crozetinseln | [ 10 ] [ 11 ] |
| 2015 | Barcelona World Race 2014/15 | DNF                  | Hugo Boss 5     | GBR-99       | Alex Thomson Pepe Ribes       | Mastbruch                                                                          | [ 12 ] [ 13 ] |
| 2013 | Vendée Globe 2012/13         | 4 / 20               | Virbac Paprec 3 | FRA-06       | Jean-Pierre Dick              | 86 Tage 3 Std. 3 Min. Ziel erreicht ohne Kiel                                      | [ 14 ]        |
| 2010 | Barcelona World Race         | 1 / 14               | Virbac Paprec 3 | FRA-06       | Jean-Pierre Dick Loïck Peyron | 93 Tage 22 Std. 20 Min.                                                            | [ 15 ] [ 16 ] |